# X-COM: Apocalypse
X-COM: Apocalypse es el tercero en la serie de videojuegos X-COM. Desarrollado por Mythos Games y distribuido por Microprose, fue publicado en 1997 para DOS y Microsoft Windows.
Similar a los dos primeros juegos, Apocalypse presenta un modo similar a un mapa de "gestión" (el "Cityscape") y modo de combate isométrico (el Battlescape). El modo de gestión se lleva a cabo en una sola ciudad, llamada Mega Primus, en lugar de ser repartidos en todo el planeta Tierra como en los juegos anteriores. Además, Apocalypse fue el primer juego de la serie X-COM en incluir una opción de combate en tiempo real, así como el tradicional modo basado en turnos.
Apocalypse ofrece una nueva interfaz re-hecha con nuevos gráficos. Es más compleja, y la tarea de mantener y aumentar la financiación de la organización X-COM se extiende ahora a no sólo interceptar ovnis, sino también a reducir al mínimo los daños colaterales, prevenir la toma del poder hostil por parte de los aliens e incluso incursionar en los edificios de otras organizaciones, de los cuales hay varios en Mega Primus.
Una nueva característica es la elección de las misiones tácticas de juego, ya sea en el familiar modo basado en turnos o en tiempo real. En el modo basado en turnos, los aliens y los seres humanos se cambian de turnos para realizar acciones, mientras que en tiempo real, todo sucede al mismo tiempo, aunque el juego puede ser pausado en cualquier momento para emitir órdenes a los agentes.